# Seznam kostelů v Andoře
Toto je seznam kostelů v Andorrském knížectví, které spadá pod správu urgelského biskupství tarragonské církevní provincie ve Španělsku.

## Seznam kostelů
- Església de Sant Pere d’Aixirivall
- Església de Santa Coloma d’Andorra
- Església de Sant Cristòfol d’Anyós
- Església de Sant Andreu d’Arinsal
- Església de Sant Esteve de Bixessarri
- Església de Sant Romà de les Bons
- Església de la Santa Creu de Canillo
- Església de Sant Serni de Canillo
- Sant Joan de Caselles
- Església de Sant Martí de la Cortinada
- Santa Eulàlia d’Encamp
- Sant Miquel d’Engolasters
- Església de Sant Pere Màrtir, Escaldes-Engordany
- Església de Sant Esteve
- Església de Sant Iscle i Santa Victòria (Andorra)
- Església de Sant Julià i Sant Germà
- Església de Sant Miquel d’Engolasters
- Església de Sant Miquel de Fontaneda
- Església de Sant Serni de Llorts
- Església de Sant Miquel de la Mosquera
- Església de Sant Miquel de Prats
- Església de Sant Pere del Serrat
- Església de Sant Pere del Tarter
- Església de Sant Romà dels Vilars
- Església de Sant Serni de Nagol
- Església de Sant Martí de Nagol
- Església de Santa Bàrbara d'Ordino
- Església de Sant Corneli i Sant Cebrià d’Ordino
- Església de Sant Climent de Pal
- Sant Joan de Sispony
- Església de Sant Bartomeu de Soldeu
- Sanktuárium Panny Marie v Meritxellu